# 다이애나 (2013년 영화)
《다이애나》(Diana)는 2013년 공개된 영국의 드라마 영화이다.
웨일스 공비 다이애나가 교통사고로 사망하기 전의 마지막 2년을 다룬 내용이다. 영화는 케이트 스넬(Kate Snell)의 <다이애나: 그녀의 마지막 사랑>이라는 2001년 작품을 바탕으로 스티븐 제프리스가 각색하였다. 배우 나오미 워츠가 다이애나 비 역을 맡았다.

## 줄거리
사망하기 2년 전인 1995년, 다이애나 스펜서는 찰스 왕세자와 별거 중이었다. 대중의 호감과 관심을 한몸에 받고 늘 파파라치가 따라붙었지만, 남몰래 자유롭고 평범한 삶을 추구했다. 어느 날 심장 수술을 받게 된 친구의 남편을 문병가기 위해 병원을 찾았을 때, 다이애나는 심장 수술 전문의 하스나트 칸과 만난다. 직업의식이 투철하면서도 소탈하고, 무엇보다 자신을 한 명의 인간으로서 대하는 하스나트에게 다이애나는 금세 사랑에 빠진다. 연인이 된 둘은 대중의 눈을 피해가며 켄징턴궁을 비롯해 이곳저곳에서 데이트한다. 이후 다이애나는 BBC 인터뷰를 통해 찰스 왕세자와의 이혼을 발표한다. 이는 큰 파장을 낳고 하스나트 또한 난처를 표하지만 다이애나는 마침내 자유로운 삶을 얻게 된다.
이후 1년여간, 다이애나는 하스나트와의 연애를 이어가는 한편, 세계 곳곳으로 봉사활동을 다니며 선한 영향력을 끼친다. 특히 앙골라에서의 대인지뢰 제거 활동이 큰 반향을 일으킨다. 하지만 하스나트와의 비밀연애가 언론에 폭로되는 사건이 벌어진다. 본래 주목받기를 부담스러워 했던 하스나트가 여러 곤욕을 치른다. 여기에 다이애나는 하스나트를 보호하기 위해 언론에 둘의 관계를 부정하나, 이는 오히려 하스나트에게 더 큰 굴욕을 준다. 연애는 끝이 날 뻔했지만, 결국 서로를 잊지 못한 둘은 다시 재결합한다.
다이애나는 하스나트와 결혼하고 영국을 떠나고 싶어한다. 이를 위해 하스나트의 부모님이 있는 파키스탄 라호르를 직접 찾아가 식구들과 어울리고 좋은 인상을 쌓는다. 하지만 하스나트의 부모는 결국 종교도 다르고 이혼한 처지인 다이애나를 거절한다. 다이애나는 뜻을 굽히지 않고, 하스나트를 외국에 취직시키기 위해 인맥을 통해 일자리를 알아보게 되지만, 이는 하스나트의 직업적 자존심을 크게 건드린다. 일련의 반목이 겹쳐 둘은 서로 사랑함에도 불구하고 결별하고 만다.
다이애나는 큰 상심에 빠져 일탈하기 시작한다. 그녀는 억만장자 도디 파예드의 데이트 신청을 받아들이고, 이를 일부러 파파라치에게 폭로한다. 이는 하스나트의 관심을 끌려는 것이었다. 하스나트는 다이애나의 연이은 전화에 끝내 답을 하지 않는다. 1997년 파리에서, 다이애나는 도디와 데이트 중 교통사고로 생을 마감한다. 뒤늦게 이를 알게 된 하스나트는 켄징턴궁 앞에 열린 추모식에 참여한 후 슬프게 뒤돌아선다.

## 배역
- 나오미 와츠 - 웨일스 공작부인 다이애나 스펜서 역
- 나빈 앤드루스 - 하스나트 칸 역
- 캐스 앤바 - 도디 파예드 역
- 로런스 벨처 - 윌리엄 공자 역
- 해리 홀랜드 - 해리 공자 역
- 더글러스 호지 - 폴 버렐 역
- 제럴딘 제임스 - 우나 토폴로 역
- 찰스 에드워즈 - 패트릭 제프슨 역
- 메리 스토클리 - 조수 역
- 줄리엣 스티븐슨 - 소니아 역